# Йоган Генріх Блазіус
Йоган Генріх Блазіус (нім. Johann Heinrich Blasius, 7 жовтня 1809, Нюмбрехт — 26 травня 1870, Брауншвейг) — німецький зоолог, біолог, бібліотекар, орнітолог, професор, член Німецької академії наук Леопольдіни.

## Біографія
Народився 7 жовтня 1809 року в Нюмбрехті.
З 1836 року був директором музею в Брауншвейгу, а в 1840 створив у місті Ботанічний сад при університеті. У 1840 — 1841 роках разом з кількома іншими німецькими науковцями здійснив подорож по Російській імперії, яку описав у праці «Raise im Europaichen Russland» (1844), де є ряд описів українського побуту.
Помер 26 травня 1870 року в Брауншвейгу.

## Мандрівка через Україну
У книжці «Мандрівка в європейську Росію» (Брауншвайг, 1844), у розділі «Мандрівка через Україну», Блазіус зробив порівняльний аналіз побуту, психології, етнографічних особливостей українського і російського народів:

Як і всі українці, вважають росіян своїми гнобителями, утискувачами, ворогами їхньої свободи… Українці мають зовсім інший контакт з життям та природою, як росіяни — нащадки кривичів…
Хати стоять по можливості вільно і не дуже правильно, кожна хата має свій фруктовий садок з численними яблунями, грушками, сливками та черешнями. Наочний доказ, що ці села в більшості належать вільним людям. Великий контраст для порівняння з тульськими (московськими) селами, в яких всі хати села стоять в один ряд по одному боці вулиці під одним дахом і де село ділиться взагалі тільки в два ряди. Хат під двома схилами даху годі знайти.
У крою та способі шиття свого одягу українці значно більше зближаються до західних слов'ян, ніж великоросів… Великорос кладе багато ваги на те, щоб бути пишно та коштовно одягненим — але зовсім не переймається прогріхами проти чистоти; українець у кожному разі тримається чисто, а одяг його зате скромний та невибагливий. Обличчя українців гладко поголене і тільки чорні вуса мають право залишитися непорушними…
В Україні звучать кожної неділі і у відпочинкових годинах з кожного вікна, з кожної світлиці смичкові або духові інструменти і жодне публічне свято не відбувається без спільної музики… Цю здібність мають українці для кожного уміння та мистецтва, до яких потрібно дещо самостійності, тільки що вони свої таланти нерадо використовують для загального добра. Майже у всіх духовних прикметах і здібностях українець просто протилежність до московита.

## Роботи
- Naturgeschichte der Säugethiere Deutschlands, auch Fauna der Wirbelthiere Deutschlands — 1857
- Reise im europäischen Rußland in den Jahren 1840 und 1841, 2 Bde. — 1844
- Die Wirbelthiere Europa's — 1840.